# Aceno

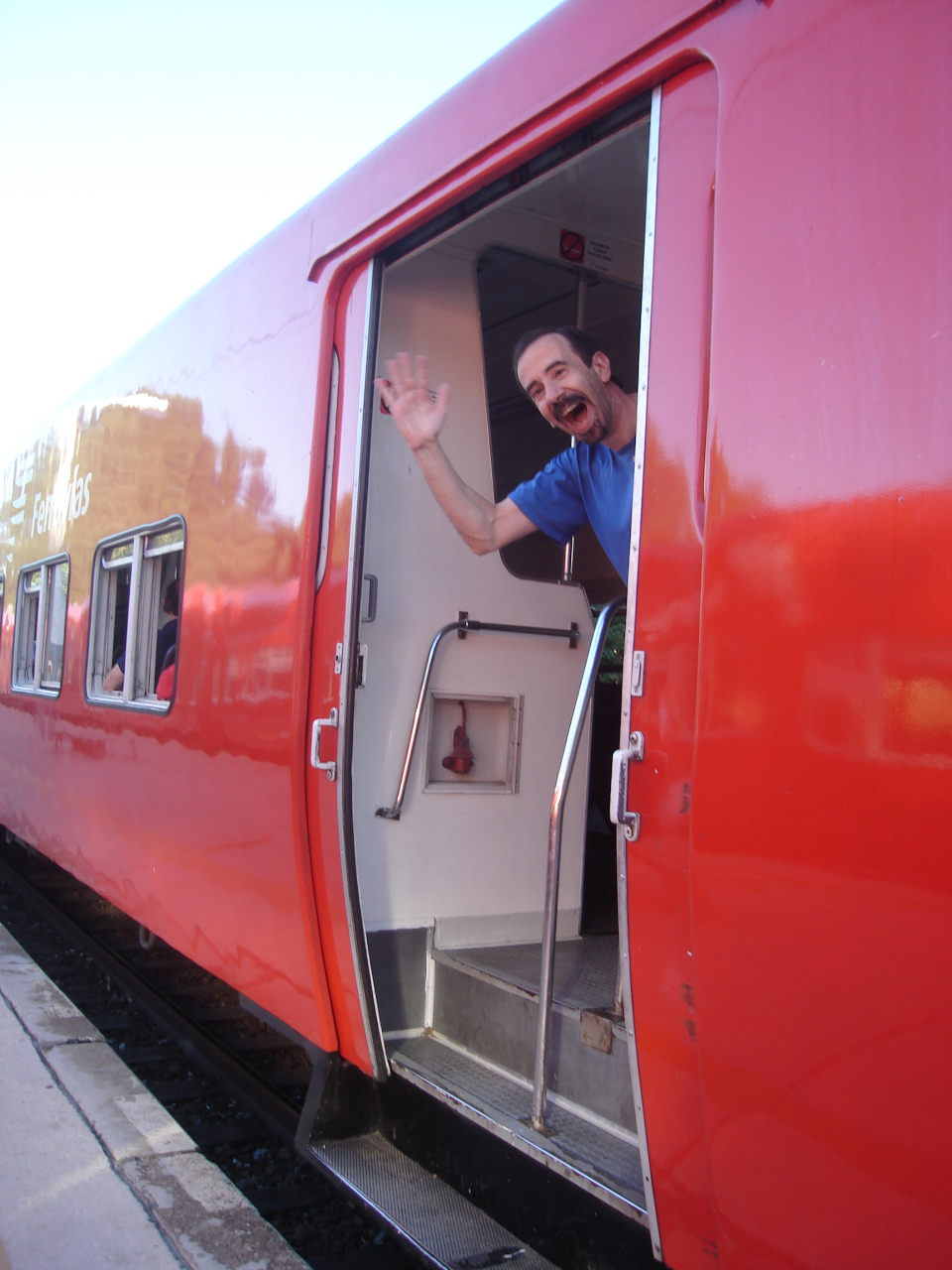
Um homem acenando.

Um aceno é um movimento com a mão que as pessoas usam para cumprimentar uns aos outros, dizer adeus ou simplesmente reconhecer a presença do outro. As pessoas acenam levantando a mão e movendo-a de um lado para outro. Outro aceno comum consiste em levantar a mão e repetidamente movendo os dedos para baixo em direção da palma da mão. O gesto pode ser usado para atrair a atenção à distância. Mais comumente, no entanto, o gesto significa muito simplesmente "olá" ou "adeus". 
O aceno real, também conhecido como aceno de cortejo, aceno de desfile, ou aceno de Miss, é um tipo de gesto de mão, mas distinto em que uma pessoa executa algo alternativamente descrito como um "sorriso de plástico" com "os dedos em concha" e "o antebraço balançando lado a lado" ou "uma mão vertical com uma leve torção do pulso". O gesto é executado frequentemente, em graus diferentes, por diferentes membros da família real britânica, sinalizando qualquer coisa de realeza, classe e controle de elegância, contenção e caráter. 